# Torre de Dios
Torre de Dios (신의 탑 Shin-eh Tahp?), también conocido por su nombre en inglés Tower of God, es un webtoon a color, escrito e ilustrado por Lee Jong Hui, bajo el seudónimo de Slave in Utero (SIU), y distribuido de manera gratuita por el portal coreano Naver. También está publicada oficialmente en inglés y español por LINE Webtoon, siendo a su vez traducido por muchos fansub, haciendo que este webtoon esté disponible de manera no oficial en casi todos los idiomas.
Una adaptación a serie de anime, considerada Crunchyroll Original, se emitió desde el 1 de abril al 24 de junio de 2020 por la plataforma Crunchyroll. Una segunda temporada se estrenó el 7 de julio de 2024.

## Argumento
¿Cuál es tu mayor deseo? ¿Dinero y riquezas? ¿Orgullo y honor? ¿Autoridad y poder? ¿Venganza? ¿O quizás algo más trascendente? No importa cuál sea, la respuesta siempre estará en la cima de la torre. 
Esta historia narra el inicio y el final de Rachel, la joven que ascendió a la torre solo para poder ver las estrellas, y de Baam, el joven cuyo único deseo era estar con ella.
La historia nos presenta a Baam (25º Baam), el cual persiguiendo a su amiga Rachel entra en la Torre, donde solo los elegidos pueden ingresar y aquel que llegue a la cima, puede pedir cualquier deseo. Tras perder el rastro de su amiga inmediatamente después de entrar en la Torre, conoce a nuevos personajes extravagantes, quienes contestan a sus preguntas diciendo siempre que la respuesta está en la cima de la Torre.
Dispuesto a hacer cualquier cosa para encontrar a su amiga Rachel, se propone llegar a la cima, para lo que es necesario superar una serie de pruebas, algunas de fuerza, algunas de astucia y otras de estrategia. En general, se requiere una gran inteligencia y la capacidad de pensar en 360° para superar cada una de ellas.
Gracias a la ayuda de la Princesa Yuri, una de las hijas del Rey Jahad, quien se siente muy atraída e intrigada por la extraña entrada de Baam, se las arregla para pasar la primera prueba, gracias al arma extremadamente poderosa que le da Yuri, la "Marzo Negro", una espada negra de tipo aguja perteneciente a la serie de los 13 meses.
En las siguientes pruebas, Baam se encuentra con un regular y un reptil gigante (que quiere destruirlo al empezar la prueba). Y es de esta forma que acaba haciendo equipo junto a ellos; Khun Agnis un chico muy inteligente y de pelo blanco, y el reptil gigante Rak Wraithraiser, al cual hacen unirse a la fuerza. 
En pruebas posteriores se darán a conocer montones de nuevos, poderosos y extravagantes personajes.

## Personajes
Vigésimo Quinto Baam (스물 다섯 번째 밤 Seumeuldahseotbeonjjae Bahm?, Vigésimo quinto Baam) / Jyu Viole Grace (쥬 비올레 그레이스 Jyu Biolle Geuleiseu?)
Es el protagonista principal del manhwa, su nombre completo es Vigésimo quinto Baam  ("Baam" significa "noche" en coreano). Es un humano que entra ilegalmente a la Torre (un irregular) para perseguir a su amiga Rachel. Aún no se reconoce su fuerza, aunque es muy bueno en el uso del shinsoo (ondas de energía utilizadas para combatir). Él es muy débil y no fue entrenado para pelear, sin embargo, demuestra un gran coraje y determinación, sobrepasando sus límites, él puede pasar las pruebas gracias a su manera de pensar. Y estará dispuesto a hacer cualquier cosa para recuperar a Rachel y proteger a sus amigos aun a costa de su vida.
En la última prueba es revelado que la persona que fue escogida por la Torre fue Baam y no Rachel, solo que ella entró primero en vez de Baam. Y este con tal de encontrarla forzó su entrada sin ningún interés en la fama, gloria o riquezas, queriendo solamente encontrarla. Pero por una serie de sucesos es dado por muerto en una de las pruebas.
5 Años después desde su ingreso, Baam es ahora un tipo de pelo largo, que se hace llamar Jyu Viole Grace (comúnmente llamado Viole), que utiliza una camisa morada de líneas negras verticales, con pantalones negros y ropa con la marca de F.U.G, una organización cuyo objetivo final es matar a la familia real de los Jahad y sus aliados.
Baam ahora es un regular extremadamente poderoso y muy frío a primera vista, tiene la firme decisión de pasar todas las pruebas en solitario y tiene claro que no puede fallar en ningún momento ya que F.U.G le dijo que siempre que mostrara un ápice de debilidad matarían a uno de sus amigos y que solo cuando llegase a la cima de la Torre, le dirían cuantos de los compañeros con los que escalo la Torre en un principio sobrevivieron, de lo contrario los matarían a todos ellos.
Rachel (라헬 Rahel?)
Rachel era la mejor amiga de Bam hasta que entró en la Torre y se convirtió en una regular. Ella desea ver las estrellas en el cielo nocturno en la cima de la Torre y está decidida a alcanzarla por todos los medios. Este deseo proviene de su miedo a la oscuridad de la noche. Más adelante en el webtoon, ella es herida y finge estar lisiada, momento en el que Bam declara que él "será sus piernas" y la ayudará a seguir subiendo la Torre. En una prueba posterior, decide traicionar a Bam e intenta matarlo. Ella convence a sus amigos de que Bam murió protegiéndola y se beneficia de la compasión del grupo que quiere continuar la tarea que Bam había comenzado: llevarla a la cima de la torre, luego, después de seis años, Bam descubre que Rachel es parte de FUG. Luego va con Khun Aguero Agnes y sube a la torre. Ella y dos nuevos compañeros de equipo deciden traicionar al grupo. Matan a uno y hieren a otro de su equipo y luego huyen. Pronto se encuentra con Bam nuevamente, solo para alejarlo una vez más. Conoce a una mujer llamada Yura Ha en el tren y rápidamente se hacen amigas. Ella promete mostrarle a Yura las estrellas a cambio de ayudarla. Decide ayudar a un ex cazador de FUG llamado "White" a usarlo para sus propios fines.
Khun Agüero Agnis (쿤 아게 로 아그 니스 Koon Ahgehro Ageunis?)
Es un regular de pelo celeste muy astuto y con un excelente control de los faros. Proviene de la Familia Khun, una de las Diez Grandes Familias en la Torre. Sin embargo, fue expulsado de su familia por su padre Khun Eduan luego de que su hermana mayor falló en convertirse en una Princesa de Zahard y se suicidara por su fracaso.
Baam lo encuentra en la segunda prueba (Piso de Evankhell). Los dos chicos se hacen amigos junto a Rak obligados a formar equipo de 3 integrantes para seguir subiendo la Torre.
Él usa como arma un maletín, el cual le sirve como un buen escudo y tiene la característica de clonar todo lo que se ponga dentro.
Se le ve en el capítulo 102 hablando sobre el nuevo asesino de F.U.G (Jyu Viole Grace) en una mesa con alguien. Además este descubre la farsa de Rachel y desea vengarse de ella por la supuesta muerte de su amigo Baam.
Rak Wraithraiser (라크 레크레 이셔 Rahk Rekraisher?)
Es un regular con la forma de un reptil gigante, aparece por primera vez en el piso 2 (Infierno de Evankhell). Cuando pelea contra Baam y Khun, lo único que quiere es atacar a Baam y comerlo para pasar la prueba. Gracias a la astucia de Khun, es obligado a formar un equipo de a tres con ellos. Ya que Baam y Khun saltan a la espalda de Rak cuando el tiempo estaba por acabar. Porque la regla era que al acabar el tiempo, si tres aspirantes tenían contacto físico, eran considerados un equipo y podían continuar, de lo contrario serían descalificados. En pruebas posteriores, Rak va a ser más amable y dispuesto a ayudar a sus compañeros de equipo. Llamando con el apelativo de tortuga a los demás regulares.
También se sabe que Rak tiene una licencia de compresión, un permiso oficial que se puede obtener de un director de pruebas, y se concede cuando es verificado que tu tamaño resulta incómodo para moverse libremente por la Torre, haciendo que el que la posea pueda cambiar su tamaño cuando lo desee. En el caso de Rak, el permiso se lo entrega Yu Han Sung antes de la prueba final del piso 2 (Infierno de Evankhell).
Ha Yuri Jahad (하 유리 자 하드 Ha Yoori Jahhahd?)
Es una de las hijas del rey de la Torre. Ella nota la entrada de Baam, y se siente intrigada enamorada inmediatamente por este, diciendo que es totalmente diferente a cualquier otro irregular que haya ingresado en el pasado y que no lucía peligroso. Interviene antes de la primera prueba, salvando a Baam de una muerte segura. Para ayudarle, le presta la "Marzo Negro" una espada del tipo aguja la cual no responde al llamado de Yuri pero con Baam es diferente debido a que la espada guarda un espíritu mujer la cual prefiere usuarios hombres,  la espada  será de gran utilidad en las pruebas posteriores y creará una especie de celos en Anak, puesto que ella no puede utilizar la espada robada de su madre  otra hija del rey Jahad y regular de la Torre.
Anak Jahad (아낙 자 하드 Ahnahk Jahhahd?)
Es un reptil, aspirante a ranker regular, extremadamente fuerte y experta en combate, gracias a la utilización de la "Abril Verde", una espada capaz de extenderse a cualquier punto. Khun la considera de otro nivel y prácticamente imbatible. En el capítulo 19, cuando la Marzo Negro de Baam resuena con la Abril Verde de Anak, declara ser la hija del rey y abandona la sala de las pruebas provocando la descalificación de su equipo. También declara que una vez finalizada la prueba, ella estará dispuesta a matar, para conseguir que Baam le entregue la Marzo Negro. Más adelante en la historia se da a conocer que no es la verdadera Anak Jahad, sino su hija que escapó con la Abril Verde cuando asesinaron a su madre.
Luego de la prueba bonus Robar la Corona, Yuri le quita a Marzo Negro y a su Abril Verde, lo cual la fuerza a fortalecerse en el combate cuerpo a cuerpo y en el control de shinsoo para compensar su pérdida.
Androssi Jahad (엔도르시 자하드 Endoreushi Jahhahd?)
Es una regular y otra de las princesas hijas de Jahad, ella es muy hermosa y fuerte (siendo la regular más poderosa durante el piso de Evankhell muy por encima de otros como Anak y Khun) además de ser un poco arrogante, aunque no tanto como Anak; con la cual mantiene una rivalidad amistosa discutiendo casi siempre por cualquier tontería. Inicialmente indiferente a Baam, comienza una relación agradable con el chico, llevándose muy bien entre ellos y siendo muy protectora de él, hasta que poco a poco comienza a desarrollar sentimientos románticos hacia Baam lo que ocasiona que se sienta muy deprimida al enterarse de la supuesta muerte del chico.
Lero-Ro (레로-로 Rehro-Ro?)
Es un rango, el administrador de las pruebas del piso 2 (Infierno de Evankhell). Se considera equipado con una potencia excepcional.
Hwa Ryun (화련 Hwaryeon?)
Una chica regular que forma parte de F.U.G y que además es una guía, aparentemente es bastante poderosa a pesar de que en el juego de la corona, Baam la derrota usando en un momento shinsoo sin un contrato con el guardián, como guía ayuda en ciertos momentos a Baam y a sus amigos pero no en combate sino a tomar decisiones difíciles ya que no toma las pruebas, un claro caso de ello es cuando en el capítulo 116 transforma a Baam en Jyu Viole Grace con solo unas pocas palabras.
Ja Wangnan (자 왕난 Ja Wangja?)
Miembro del grupo de Viole y príncipe de la familia Hong, no es muy poderoso pero se convierte rápidamente en un amigo de Viole y es uno de los que consiguen que el equipo con Viole funcione, tienen un fuerte sentido de la justicia, su actividad en el equipo no está muy definida pero es un candidato a explorador más que otra cosa.
Yeon Yihwa (연이화 Yun Eehwa?)
Yihwa es un miembro de la Familia Yeon, una de las 10 grandes familias que sirven a Jahad, es una regular que escala la Torre junto al equipo Agridulce actual.
Ella ocupa la posición especial hwayeomsa, que es cuando el usuario tiene la capacidad de convertir el shinsoo en fuego, lo cual lleva a generar su defecto principal, que es que no puede controlar bien sus poderes y suele sobrepasarse, esto causó que fallara la prueba del piso 20 dos veces, ya que quemó a todos sus compañeros.
Kang Horyang (강호량 Gahng Horyahng?)
Conocido como El Diablo del Brazo Derecho, es un regular que formó parte del equipo Agridulce pero lo abandonó en busca de su "hermano" Beniamino Cassano (El Demonio del Brazo Izquierdo), él y Cassano son unas de las primeras armas de ignición vivientes, y su nombre en ese momento era Beniamino Ilmar.
Formó parte del equipo de F.U.G, por influencia de Cassano, pero dejó el equipo junto con Novick al saber que Viole traicionaría a F.U.G para volver con sus antiguos compañeros de equipo.

## Otros medios
En 2013, Naver publicó un ARPG para celulares en Google Play basado en Torre de Dios, el cual fue desarrollado por Rize. El juego atrajo a 12 millones de jugadores poco después de su lanzamiento inicial. El desarrollo del videojuego continuó por dos años luego de su lanzamiento inicial, y presentó un lanzamiento comercial completo en 2016. En febrero de 2016, el juego se colocó en el top 10 de los juegos más populares en Google Play, con su popularidad aún subiendo. En el juego, el jugador puede elegir uno de los personajes del manhwa; cada uno representa una clase única.
Naver también vende una variedad de mercancía de Torre de Dios, como estatuillas. Durante el lanzamiento comercial del videojuego de celular ya mencionado, Naver presentó objetos de edición limitada de Torre de Dios de un valor de ₩30,000.

### Anime
Una adaptación de la serie al anime se anunció inicialmente en la Comic-Con de Seúl en agosto de 2019 por sus ejecutivos, la serie titulada  (神之塔 -Tower of God- Kami no Tō -Tower of God-?) comenzó a transmitirse en abril de 2020 simultáneamente en Japón, Corea del Sur. y Estados Unidos. Fue producido por Telecom Animation Film, con la subsidiaria de Aniplex, Rialto Entertainment, responsable de la producción japonesa, y Sola Entertainment proporcionando la gestión de producción. La serie se estrenó en Corea del Sur el 1 de abril de 2020 en Naver Series On y la cadena de televisión coreana Aniplus, y se emitió del 2 de abril al 25 de junio de 2020 en la televisión japonesa. La serie fue dirigida por Takashi Sano con Hirokazu Hanai como asistente de dirección. Erika Yoshida estuvo a cargo de la composición de la serie, Masashi Kudo y Miho Tanino fueron los diseñadores de personajes de la serie y Kevin Penkin compuso la banda sonora. La banda coreana Stray Kids interpretó el tema de apertura de la serie "TOP", y el tema de cierre "SLUMP" en japonés, inglés y coreano para los respectivos doblajes. La serie duró 13 episodios. Crunchyroll transmitió la versión japonesa de la serie como una coproducción bajo su sello "Crunchyroll Originals". Viz Media ha licenciado la serie para su distribución en Norteamérica y la lanzará en Blu-ray el 18 de enero de 2022.
El 28 de julio de 2022, Crunchyroll anunció que la serie recibirá un doblaje en español latino, que se estrenará el 8 de septiembre. El 2 de noviembre de 2024, Crunchyroll anunció que la serie recibiría un doblaje en castellano, el cual se estrenará próximamente.
En agosto de 2022, durante su panel de la industria en la Crunchyroll Expo, Crunchyroll anunció que se estaba produciendo una segunda temporada. The Answer Studio sustituye a Telecom Animation Film como estudio. Kazuyoshi Takeuchi se desempeña como director en jefe de la nueva temporada y Kei Suzuki reemplaza a Takashi Sano como director, Erika Yoshida vuelve a estar a cargo de la composición de la serie y también coescribe los guiones con los guionistas adicionales Takeshi Miyamoto y Riuji Yoshizaki, Miho Tanino regresa para encargarse del diseño de los personajes junto con Seigo Kitazawa e Isamatsu Kashima, Kitazawa también es el director jefe de animación y Kevin Penkin regresa para componer la música. Se estrenó el 7 de julio de 2024.